# Prostemmiulus oculeus
Prostemmiulus oculeus är en mångfotingart som beskrevs av Loomis 1961. Prostemmiulus oculeus ingår i släktet Prostemmiulus och familjen Stemmiulidae. Inga underarter finns listade i Catalogue of Life.